# Deo Favente
Albums de SCH
Anarchie
(2016) JVLIVS
(2018)
Singles
1. 6.45i
Sortie : 9 décembre 2016
2. Comme si
Sortie : 7 avril 2017
3. Poupée russe
Sortie : 26 avril 2017
4. MAC 11
Sortie : 23 juin 2017
5. Nino Brown
Sortie : 11 août 2017

Deo Favente est le deuxième album studio du rappeur français SCH, il est sorti le 5 mai 2017 sous les labels Braabus Music, Millenium/Capitol, Universal.

## Histoire
Moins d'un an après la sortie de son précédent projet Anarchie, SCH annonce le 6 avril 2017 sur ses réseaux sociaux la sortie d'un nouvel album pour le 5 mai 2017. Il se nomme Deo Favente qui signifie "avec la faveur de Dieu". 
Début juin 2023, SCH se confie dans un podcast Backstory sur Spotify et on y apprend qu'il ne parvient pas à écouter le morceau La Nuit. Dans un style musical inhabituel, proche de la variété française, il rend hommage à son père. "Depuis que je l'ai fait, j'ai dû l'écouter trois fois. Et je ne peux vraiment pas l'écouter. C'est pour lui, il est à lui. C'est par respect pour les disques qu'il m'a donné à écouter. Et aussi par respect pour ce que lui aimait. Je n'aurais pas pu faire de la trap en rendant hommage comme "La Nuit"."

## Liste des titres
L'album comporte 16 titres excepté pour la version physique spéciale Fnac qui comporte un titre bonus.
| No  | Titre                | Compositeur(s)                       | Durée |
| --- | -------------------- | ------------------------------------ | ----- |
| 1.  | Comme si             | Kore, Aurélien Mazin, Nasser Mounder | 3:56  |
| 2.  | Nino Brown           | Drama State                          | 4:16  |
| 3.  | Allez leur dire      | DJ Bellek                            | 3:38  |
| 4.  | Day Date             | Double X, Kore, Aurélien Mazin       | 3:15  |
| 5.  | Mac 11               | Drama State                          | 3:20  |
| 6.  | Les années de plomb  | DJ Bellek                            | 3:27  |
| 7.  | Pas la paix          | Kore, Aurélien Mazin, Ponko          | 4:09  |
| 8.  | J'attends            | DJ Bellek                            | 4:03  |
| 9.  | Ma Kush              | Kore, Aurélien Mazin                 | 3:43  |
| 10. | Poupée russe         | Kezah                                | 4:04  |
| 11. | 6.45i                | Kore, Tshek                          | 2:49  |
| 12. | Slow Mo              | DJ Bellek                            | 3:21  |
| 13. | La nuit              | Katrina Squad                        | 3:29  |
| 14. | Ça va (feat. Lacrim) | DJ Bellek                            | 3:16  |
| 15. | Météore              | Soulayman Beats, Olivier Lesnicki    | 3:03  |
| 16. | Temps Mort           | Therapy, Ruffsound                   | 3:13  |

| 17. | Hold Up | Double X | 3:12 |

## Accueil commercial
Après une semaine d'exploitation, l'album se vend à 28 610 copies. Le projet est certifié album de platine en France en septembre 2017 puis double platine en août 2021.

## Titres certifiés en France
- Comme si  Platine[7]
- MAC 11  Platine[8]
- J'attends  Or[9]
- Poupée russe  Or[10]
- 6.45i  Diamant[11]
- Nino Brown  Or[12]
- La nuit  Or[13]

## Clips vidéo
- 9 décembre 2016 : 6.45i
- 7 avril 2017 : Comme si
- 26 avril 2017 : Poupée russe
- 23 juin 2017 : MAC 11
- 11 août 2017 : Nino Brown

## Classements et certifications
| Région        | Certification | Ventes/Streams |
| ------------- | ------------- | -------------- |
| France (SNEP) | 2 × Platine   | 230 000        |